# Горняткевич Дарія Іванівна
Дарія Іванівна Горняткевич (2 серпня 1902, с. Кривеньке, нині Україна — 25 грудня 1994, Едмонтон, Канада) — український педагог, громадська діячка. Дочка Івана Бриковича.

## Життєпис
Дарія Іванівна Брикович народилася в селі Кривеньке, нині Чортківський район Тернопільська область Україна у родині священника.
Навчалася в Тернопільській українській гімназії, згодом — у Львові, Відні й Кракові. Працювала вчителькою в гімназії Сєдльцях (Польща).
Від 1949 — проживала у Ньюарку й Кергонксоні (США), Едмонтоні (Канада). Працювала в університетській бібліотеці.
Діяльна в Союзі українок й інших українських організаціях.